# Christian Frederik Wadskiær
Christian Frederik Wadskiær, född 1712 i Ørslevkloster på Jylland, död den 5 november 1779 i Köpenhamn, var en dansk skald. 
Wadskiær blev student 1728 och skaffade sig vittomfattande kunskaper, behärskade enligt uppgift 10 språk, men levde i små villkor och måste uppehålla sig med allsköns litterärt småarbete; han var en tid medhjälpare åt professor Erik Pontoppidan. Särskilt uppträdde Wadskiær som tillfällighetspoet, till dess han 1747 blev professor vid den nya akademien i Sorö och 1751 vid Köpenhamns universitet i poesi och vältalighet. Han skrev en otrolig mängd dikter, delvis av betydligt omfång, men de är sedan länge glömda. De utmärktes alla av svulst, sökta kvickheter och begär att lysa med lärdom; ett och annat gott infall förekommer dock. Wadskiær utgav 1743 Liden Samling af udvalgte Vers, och 1918 utkom ett annat urval.